# Priscilla Nzimiro
Ada Priscilla Nzimiro (Port Harcourt, Nigeria, 30 de abril de 1923-Glasgow, Reino Unido, 22 de marzo de 1951) fue una médica con raíces familiares en Oguta, en el actual estado de Imo. Asistió a la Universidad de Glasgow donde obtuvo una licenciatura en Medicina y Cirugía (MB ChB) en 1950. Fue la primera mujer Igbo en graduarse como doctora en medicina. Sin embargo, murió apenas un año después de graduarse.

## Biografía
Priscilla Nzimiro nació el 30 de abril de 1923 en Port Harcourt, la actual capital y ciudad más poblada del estado de Rivers, en la colonia británica de Nigeria. Era la hija de Richard Nzimiro y su esposa Mary Nzimiro. Sus hermanastros eran Richard, Ifediora y Nnamdi, todos ellos varones. Su padre fue un político que se desempeñó como primer alcalde de Port Harcourt desde 1956 hasta su muerte en 1959. Su madre, una rica comerciante, comerciaba con aceite de palma, sal y productos manufacturados europeos. Mary conoció a Richard Nzimiro mientras asistía a la escuela primaria en la Escuela del Convento en la ciudad de Asaba y se casó con él en 1920 después de graduarse.
En 1945, Nzimiro se matriculó en la Universidad de Glasgow en Escocia (Reino Unido) para su educación universitaria donde estudió medicina. Se graduó con una Licenciatura en Medicina y Cirugía en 1950 y, lo que la convirtió en la primera mujer Igbo en graduarse como doctora en medicina.
El 22 de marzo de 1951, Nzimiro murió en el hospital Royal Infirmary de Glasgow (Reino Unido) a la edad de 27 años. Su muerte fue un shock para muchas personas, incluidos sus padres, familiares y simpatizantes. Informes posteriores sugirieren que la causa de su muerte no fue natural. Fue enterrada en Oguta (Nigeria) el 27 de abril de 1951.

## Legado
Después de su muerte, la Academia William Wilberforce (WWA), que fue la primera de dos escuelas secundarias que sus padres establecieron en Oguta en 1945, pasó a llamarse Priscilla Memorial Grammar School, para honrar su memoria y registrar sus logros en el campo de la medicina. Como la primera doctora en medicina de su región, Nzimiro inspiró a muchas mujeres jóvenes a seguir la carrera de medicina.